# Bacquepuis
Bacquepuis és un municipi francès situat al departament de l'Eure i a la regió de Normandia. L'any 2007 tenia 328 habitants.

## Demografia

### Població
El 2007 la població de fet de Bacquepuis era de 328 persones. Hi havia 116 famílies, de les quals 12 eren unipersonals (4 homes vivint sols i 8 dones vivint soles), 36 parelles sense fills i 68 parelles amb fills.
La població ha evolucionat segons el següent gràfic:
Habitants censats

### Habitatges
El 2007 hi havia 120 habitatges, 113 eren l'habitatge principal de la família, 5 eren segones residències i 2 estaven desocupats. 119 eren cases i 1 era un apartament. Dels 113 habitatges principals, 106 estaven ocupats pels seus propietaris i 7 estaven llogats i ocupats pels llogaters; 13 tenien tres cambres, 27 en tenien quatre i 72 en tenien cinc o més. 77 habitatges disposaven pel capbaix d'una plaça de pàrquing. A 33 habitatges hi havia un automòbil i a 73 n'hi havia dos o més.

### Piràmide de població
La piràmide de població per edats i sexe el 2009 era:
| Homes | Edats   | Dones |
| ----- | ------- | ----- |
| 0     | 95 o +  | 0     |
| 0     | 90 a 94 | 0     |
| 0     | 85 a 89 | 0     |
| 0     | 80 a 84 | 4     |
| 4     | 75 a 79 | 4     |
| 4     | 70 a 74 | 0     |
| 4     | 65 a 69 | 4     |
| 8     | 60 a 64 | 4     |
| 8     | 55 a 59 | 4     |
| 16    | 50 a 54 | 20    |
| 4     | 45 a 49 | 8     |
| 12    | 40 a 44 | 20    |
| 12    | 35 a 39 | 12    |
| 4     | 30 a 34 | 8     |
| 8     | 25 a 29 | 8     |
| 4     | 20 a 24 | 12    |
| 28    | 15 a 19 | 8     |
| 4     | 10 a 14 | 4     |
| 24    | 5 a 9   | 8     |
| 4     | 0 a 4   | 12    |

## Economia
El 2007 la població en edat de treballar era de 235 persones, 181 eren actives i 54 eren inactives. De les 181 persones actives 165 estaven ocupades (89 homes i 76 dones) i 15 estaven aturades (6 homes i 9 dones). De les 54 persones inactives 19 estaven jubilades, 22 estaven estudiant i 13 estaven classificades com a «altres inactius».

### Ingressos
El 2009 a Bacquepuis hi havia 117 unitats fiscals que integraven 345 persones, la mediana anual d'ingressos fiscals per persona era de 20.683 €.

### Activitats econòmiques
Dels 6 establiments que hi havia el 2007, 2 eren d'empreses de comerç i reparació d'automòbils, 1 d'una empresa de transport i 3 d'empreses de serveis.
L'únic servei als particulars que hi havia el 2009 era una lampisteria.
L'any 2000 a Bacquepuis hi havia 6 explotacions agrícoles.

## Equipaments sanitaris i escolars
El 2009 hi havia una escola elemental integrada dins d'un grup escolar amb les comunes properes formant una escola dispersa.

## Poblacions més properes
El següent diagrama mostra les poblacions més properes.